# Breidbach (Adelsgeschlecht)

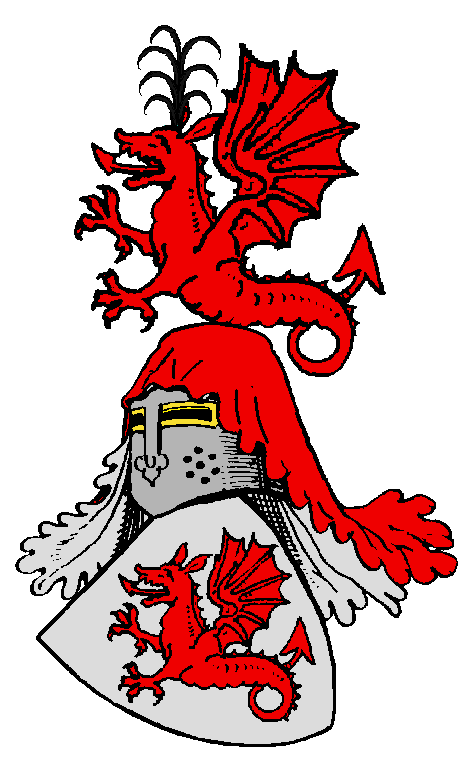
Stammwappen derer von Breidbach

Die Herren von Breidbach selten auch Breitbach, schließlich Freiherrn von Breidbach zu Bürresheim, wurden das erste Mal im 13. Jahrhundert erwähnt. Ein Ritter namens Heinrich von Breidbach, dessen Vater Randolf gerade verstorben war, wurde als Ministeriale (Dienstmann) des 1247 verstorbenen Grafen Heinrich III. von Sayn aufgeführt.
Auch wenn das Geschlecht in Siebmachers Wappenbuch von 1605 in der Abteilung des rheinländischen ritterbürtigen Adels als v. Breidenstein gen. Bredenbech bezeichnet wird, besteht keine Stammverwandtschaft zum hessischen Geschlecht Breidenbach zu Breidenstein.

## Geschichte

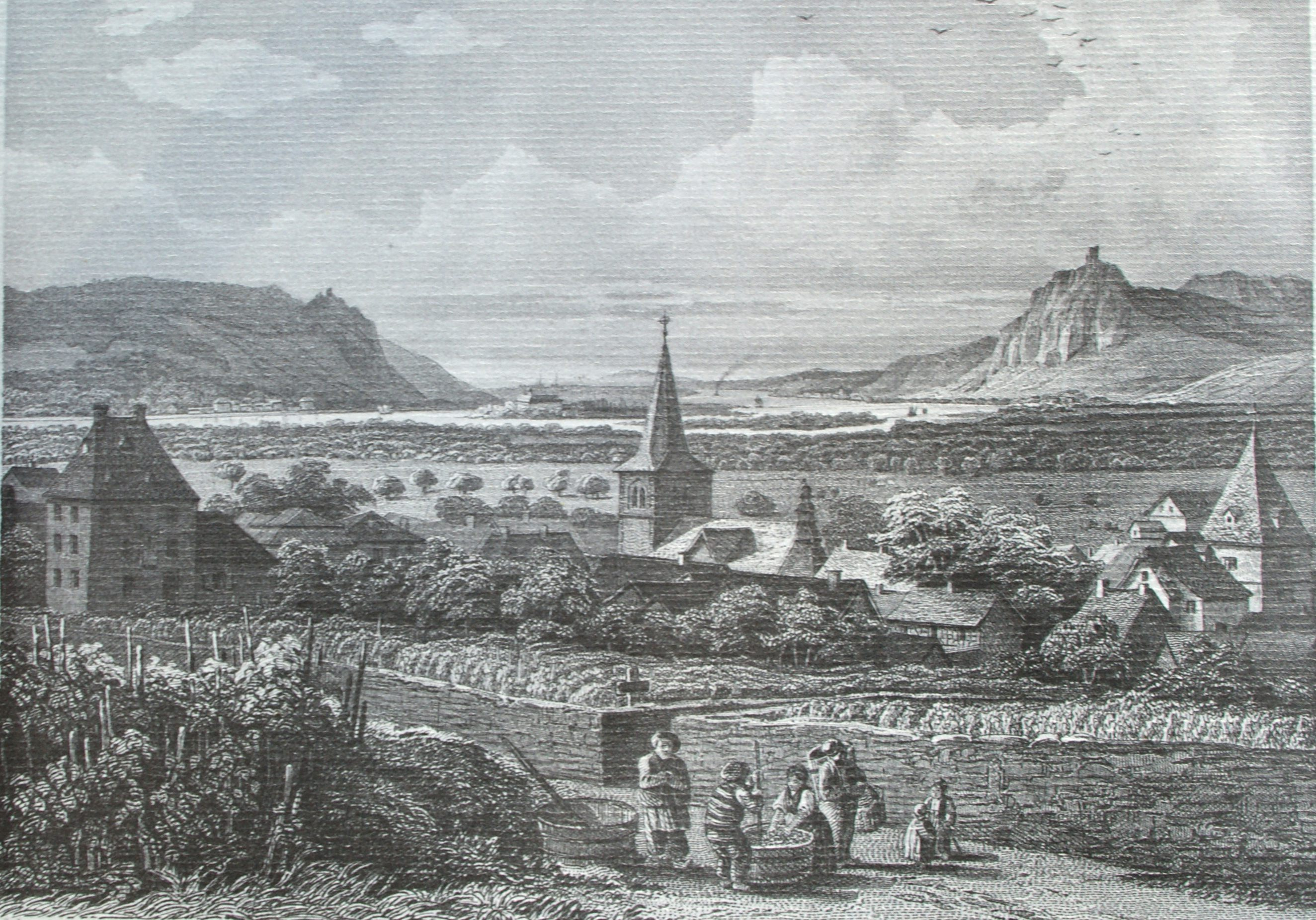
Rheinbreitbach (um 1840) mit der Oberen und Unteren Burg

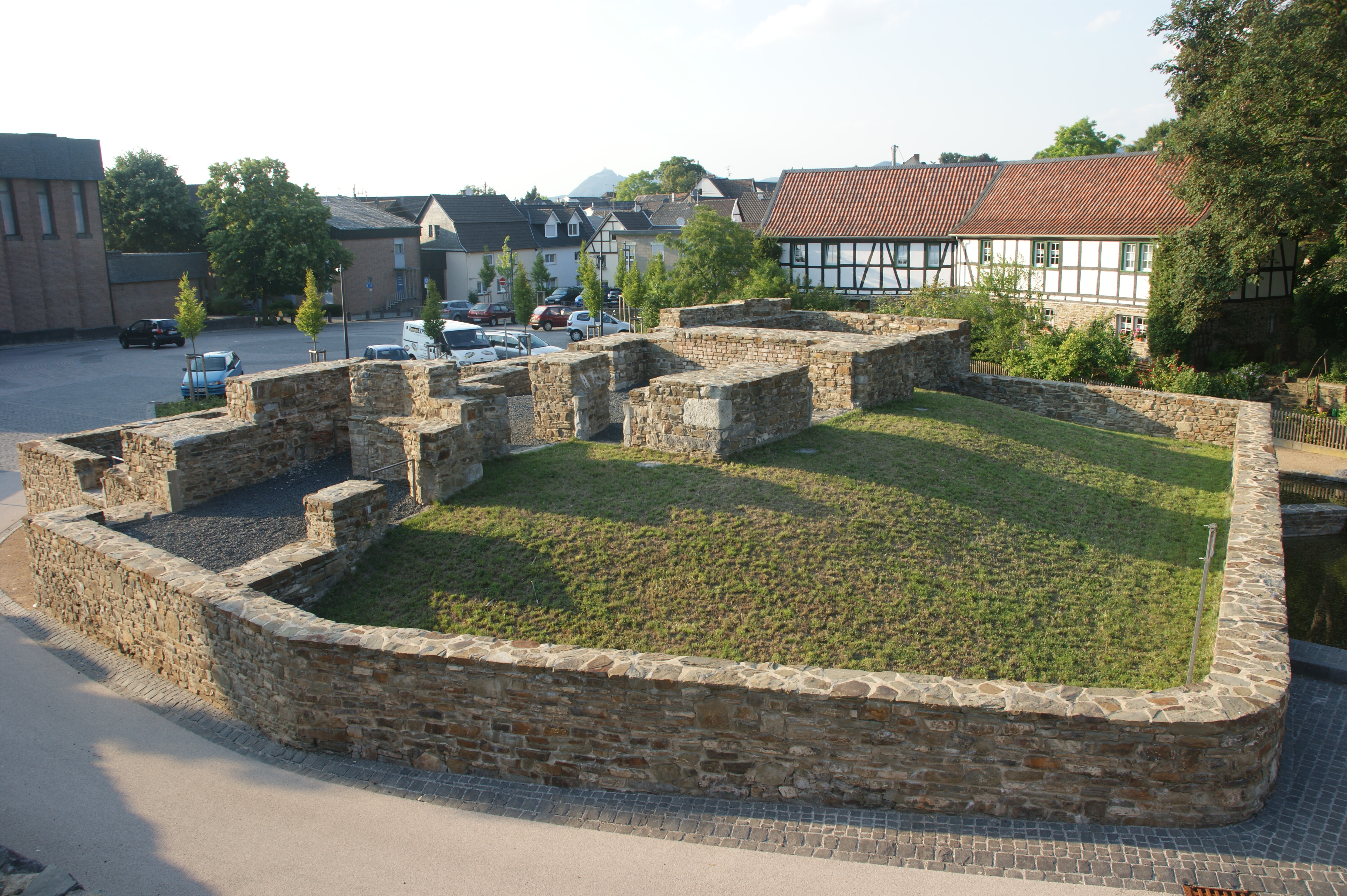
Grundmauern der Unteren Burg Rheinbreitbach

Ein Teil des Nachlasses von Heinrich III. von Sayn (darunter die Besitztümer und Güter in Unkel und Rheinbreitbach) ging an seinen Neffen Johann von Sponheim über, der ein Sohn der Schwester Heinrichs, Adelheid, war. Dieser verkaufte am 1. April 1264 die Besitztümer in Rheinbreitbach und Unkel für 900 Mark an den Erzbischof Engelbert vom Erzstift Köln. Seit diesem Zeitpunkt waren die Herren von Breidbach Lehensleute des Erzstiftes Köln. Stammsitz der Familie ist die Untere Burg (Rheinbreitbach), die bis 1797 im Familienbesitz blieb und in den 1960er Jahren abgerissen wurde.
Es gibt Ähnlichkeit zwischen den Wappen der Herren von Breidbach und dem der Burggrafen von Drachenfels, ebenfalls kurkölnische Ministerialen. Das Wappen der Drachenfelser zeigt einen silbernen Drachen mit goldenen Fängen auf rotem Grund, das der Breidbach einen roten Drachen auf silbernem Grund. Manche Historiker vermuten daher, dass die Herren von Breidbach aufgrund der Ähnlichkeit der beiden Wappen von den Burggrafen des Drachenfelses in irgendeiner Weise abstammen.
Das Vermögen und der Besitz der Herren von Breidbach wuchs in den nächsten Jahrhunderten an und war ein Produkt der klugen Heirats-, Kauf- und Belehnungstaktik. Somit konnten sie auf reiche Einkünfte aus den mainzischen, trierischen und kölnischen Gebieten bauen. Der Höhepunkt ihres Besitzes und somit ihres Ansehens genoss die Familie im 15. Jahrhundert. Dieses große und reiche Erbe ging an Paul I. und danach an seine Söhne Wilhelm und Gerlach über. Gerlach heiratete eine reiche Bonnerin, namens Mase Saneck von Waldeck, die als Mitgift ein enorm großes Vermögen aus dem Erzstift Mainz mit in die Ehe einbrachte.

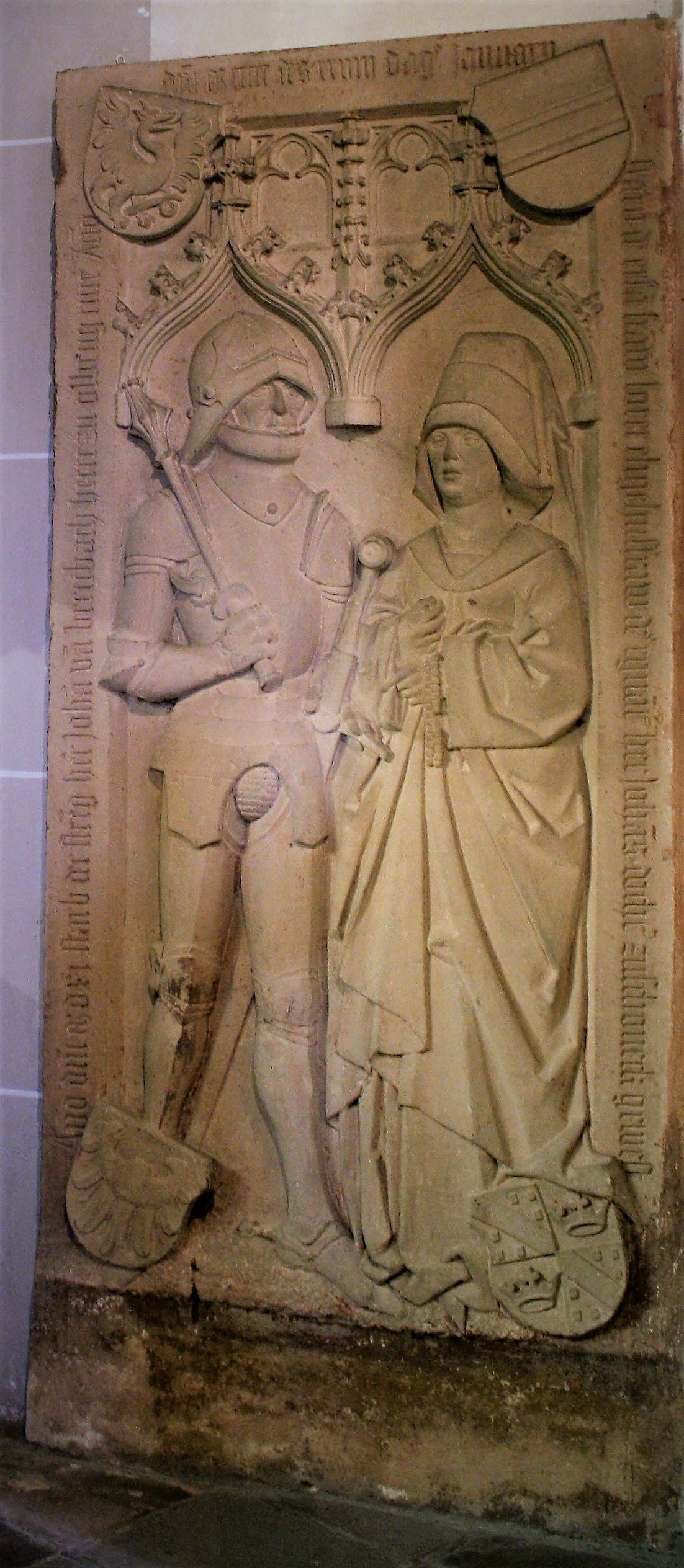
Johann v. Breidbach u. Loretta v. Schöneck auf einer Grabplatte von 1500 in der St. Martinskirche in Lorch (Rheingau).

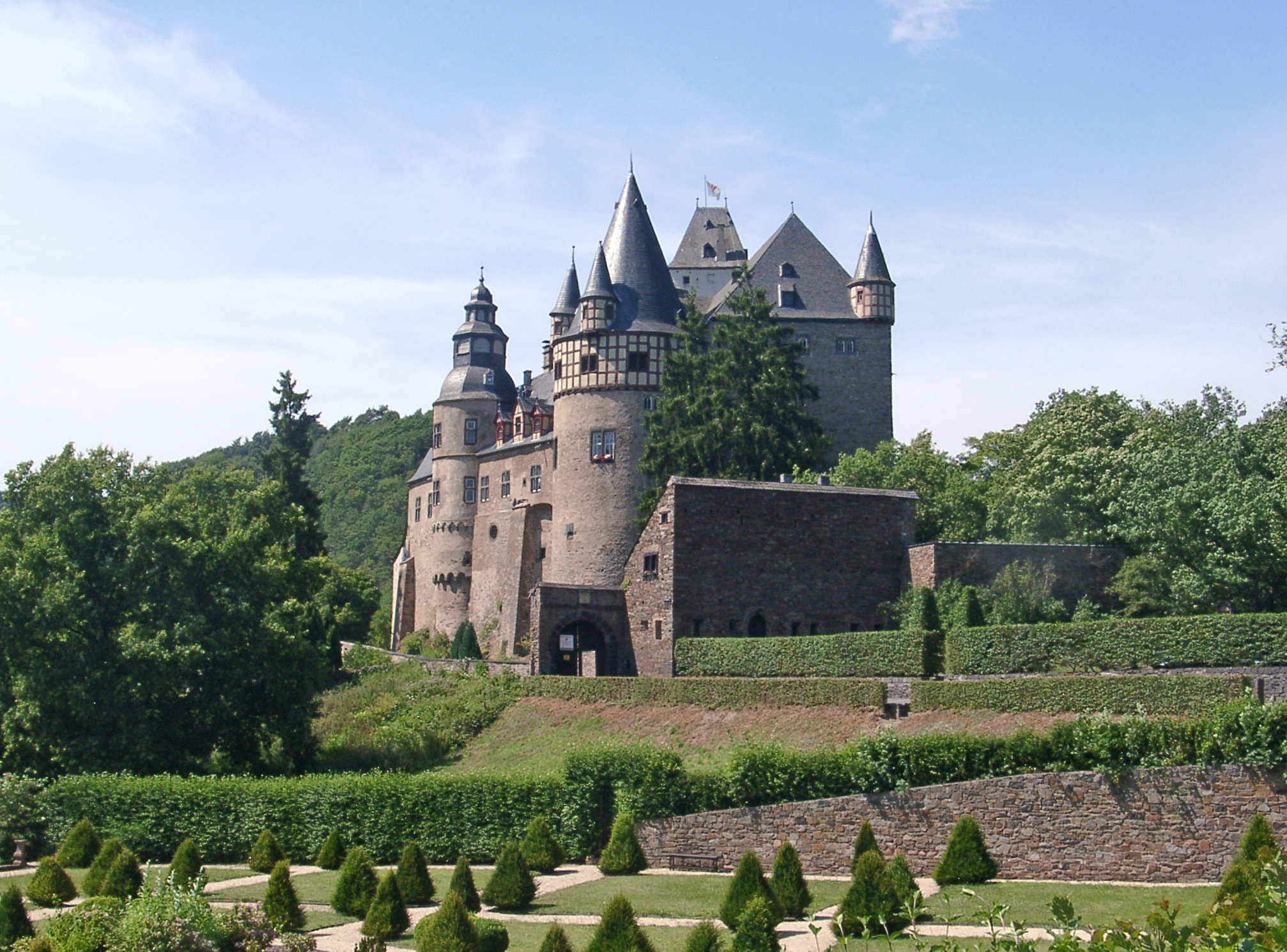
Schloss Bürresheim in der Eifel

Mit diesem Vermögen kaufte Ritter Gerlach von Breidbach am 18. Mai 1473 über Kuno von Schöneck einen Teil der Burg und der Herrlichkeit von Schloss Bürresheim bei Mayen. Diese Hälfte des Schlosses Bürresheim war ein Anteil aus dem Lehen des Kurfürstentums Köln. Die Burg Bürresheim hatten schon die alten Herren von Bürresheim je zur Hälfte von den Erzstiften Köln und Trier zu Lehen. Vor ihrem Aussterben im 15. Jahrhundert hatten die Herren von Schöneck als auch die Herren von Leudersdorf, die bald darauf von den Herren von Lahnstein beerbt wurden, den größten Teil ihrer Güter erworben. Dabei besaßen die Schönecker sowohl die Trierer wie Kölner, die Lahnsteiner aber anscheinend nur Kölner Lehen. Dies ist wichtig für die später Erbnachfolge und der Kauf weiterer Teile des Bürresheimer Schlosses von der Familie Breidbach im Jahre 1659. Zwischen 1473 und 1501 erwarb Gerlachs Sohn, Johann III. von Breidbach die Lehen des Trierer Erzstiftes von Schloss Bürresheim. Erst 1659 erlangten die Breidbacher Herren durch Wilhelm von Breidbach das ganze Schloss. Im Jahre 1691 wurde die Familie in den Reichsfreiherrenstand erhoben. Der Höhepunkt der Familiengeschichte war die Wahl Emmerich Josephs zum Erzbischof von Mainz (1763–1774). Dieser Erzbischof krönte Josef II., den Sohn der Kaiserin Maria Theresia, zum Kaiser. Von diesem Ereignis wird sogar in Goethes „Dichtung und Wahrheit“ berichtet.
Nach diesem Höhepunkt der Familiengeschichte der Freiherren von Breidbach zu Bürresheim starb der Hauptstamm der Familie mit dem kurtrierischen Oberstkämmerer und Oberamtmann zu Koblenz und Ehrenbreitstein, Franz Ludwig Anselm von Breidbach-Bürresheim aus, welcher am 21. Februar 1796 auf der Flucht vor französischen Revolutionstruppen in Bamberg erschossen wurde. Da auf Schloss Bürresheim kein Stammhalter vorhanden war, wurde der Enkel von Franz Ludwig Anselms Schwester Caroline Louise von Breidbach-Bürresheim, die Franz Lambert Graf von Renesse geheiratet hatte, Erbe des Bürresheimer Besitzes. Da durch die Säkularisation alle geistlichen Fürstentümer aufgehoben worden waren, war auch die bisherige Lehenshoheit der Hochstifte Trier und Köln beendet, und Bürresheim wurde Privateigentum der rheinländisch-belgischen Grafen von Renesse. Auch das Wappen und der Titel der Breidbacher wurde dem ihren hinzugefügt. Dieser Nachkommenlinie entstammte der Autor und Unternehmer Camille de Renesse-Breidbach.

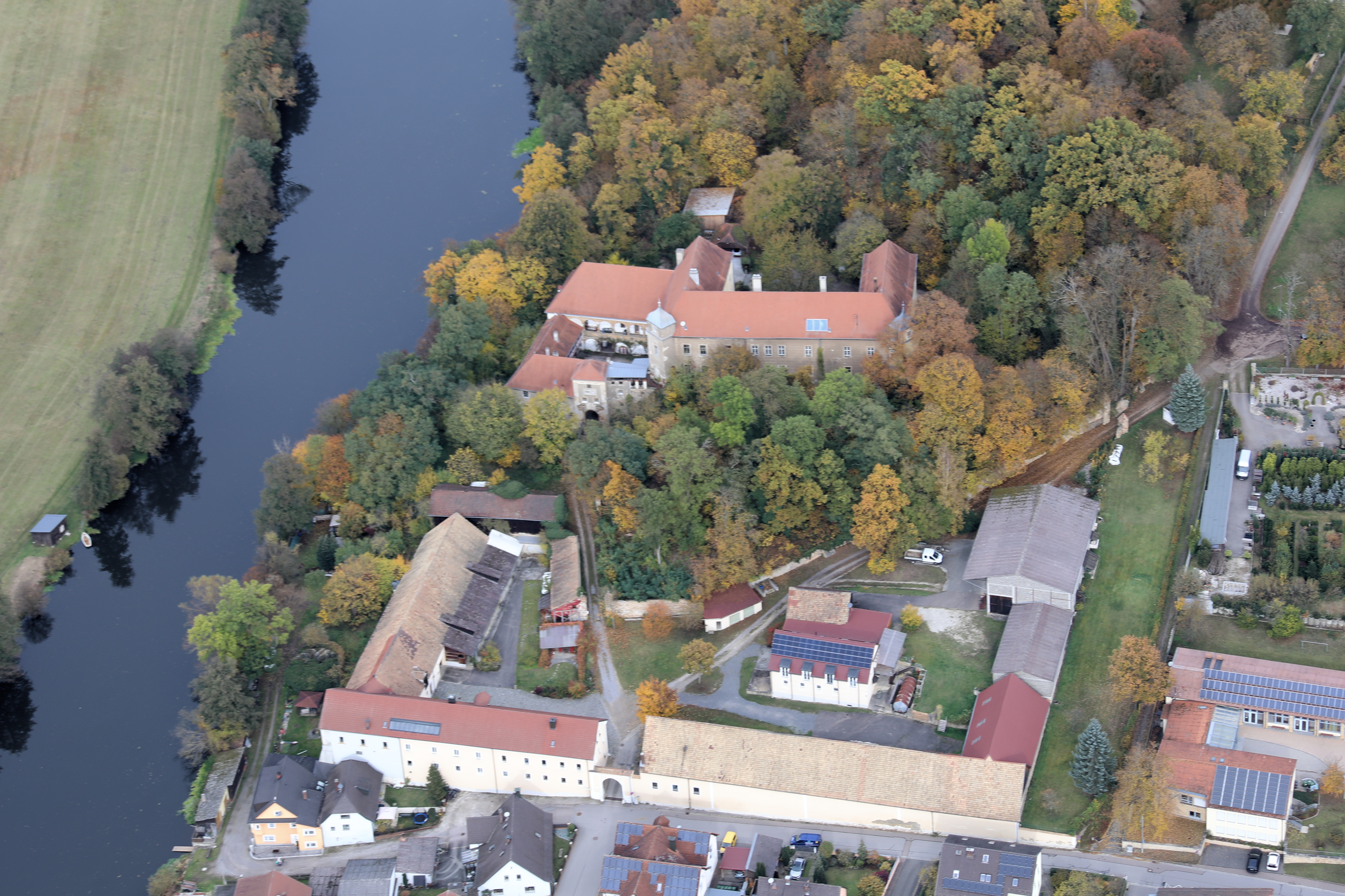
Schloss Fronberg in der Oberpfalz (2023)

Hubertus Freiherr von Breidbach-Bürresheim (1875–1956) erbte von seiner Mutter Marie-Wilhelmine, geb. Künsberg Freiin von Fronberg (1841–1889), das Schloss Fronberg in der Oberpfalz, das diese wiederum von ihrer Mutter Caroline von Spiering (1815–1859), in erster Ehe (1831) verheiratete Gräfin von Holnstein und in zweiter Ehe (1837) Freifrau von Künsberg, geerbt hatte. Das Schlossgut Fronberg hatte seit 1622 den Freiherren von Spiering gehört. Seit 1875 ist es bis heute im Besitz der Freiherren von Breidbach-Bürresheim. Hubertus’ Sohn Randolph von Breidbach-Bürresheim starb 1945 im KZ Sachsenhausen als einer der Widerstandskämpfer vom 20. Juli 1944.

## Angehörige

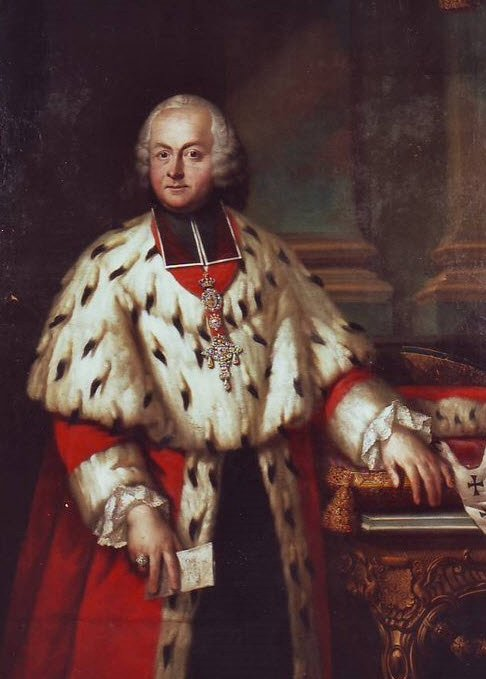
Emmerich Joseph von Breidbach zu Bürresheim (1707–1774), Kurfürst und Erzbischof von Mainz und Fürstbischof von Worms

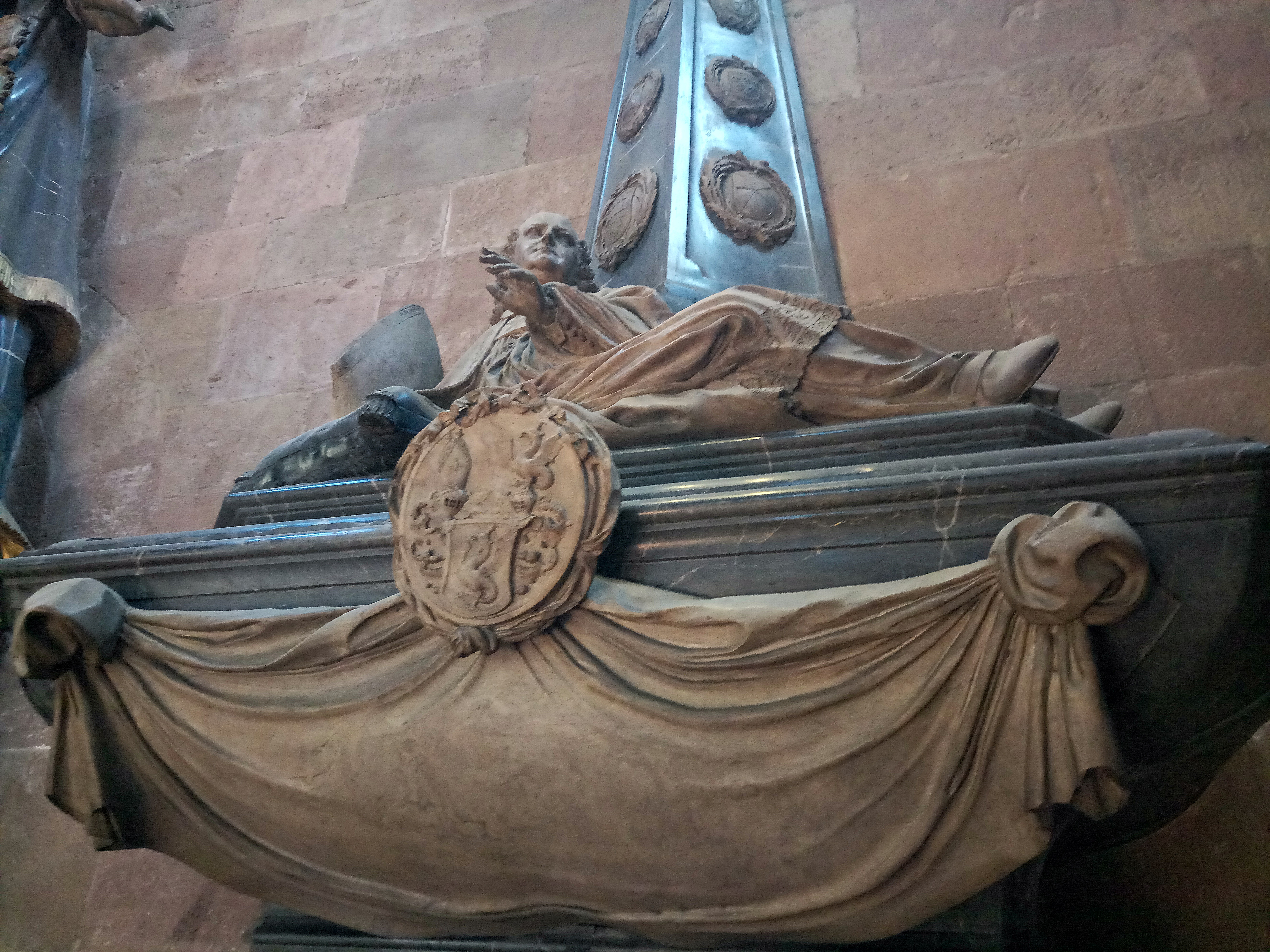
Mainzer Dom, Grabdenkmal Dompropst Karl Emmerich Franz von Breidbach-Bürresheim († 1743), geschaffen von Johann Peter Melchior

- Anton Philipp von Breidbach-Bürresheim gen. vom Ried (1791–1878) Generalmajor und Abgeordneter der 1. Kammer der nassauischen Landstände
- Emmerich Joseph von Breidbach zu Bürresheim (1707–1774), Kurfürst und Erzbischof von Mainz und Fürstbischof von Worms (seit 1768)
- Ferdinand Damian von Breidbach-Bürresheim, 1700–1707 Amtmann des Amtes Ehrenbreitstein; 1718 erster Oberamtmann des Amtes Linz
- Franz Ludwig Anselm Freiherr von Breidbach-Bürresheim, 1774–1797 Amtmann des Amtes Ehrenbreitstein
- Friedrich Philipp Carl Johannes Nepomuk von Breidbach-Bürresheim (1754–1805), Kurmainzer Kriegsratspräsident und Generalfeldmarschall-Leutnant
- Hans Jakob von Breidbach (1552–1588), Herr von Schloss Bürresheim
- Lothar Breidbach zu Bürresheim (1724–1794), Benediktiner und Weihbischof in Fulda
- Lucia Katharina von Breidbach-Bürresheim, 1707–1718 Vorsteherin der Abtei St. Thomas
- Philipp Jakob von Breidbach-Bürresheim (1794–1845), Abgeordneter der Herrenbank der nassauischen Landstände
- Philipp von Breidbach-Bürresheim gen. vom Ried (1792–1845), Oberzeremonienmeister und Abgeordneter der Herrenbank der nassauischen Landstände
- Ludwig von Breidbach-Bürresheim, General und 1865 Mitinitiator des Waterloo-Denkmal auf dem Luisenplatz in Wiesbaden
- Wilhelm von Breidbach-Bürresheim († 1866), nassauischer Bundestagsgesandter
- Randolph von Breidbach-Bürresheim (1912–1945), Jurist, Reserveoffizier und Teil des deutschen Widerstandes vom 20. Juli 1944

## Wappen
Das Stammwappen zeigt in Silber einen zweibeinigen (blaubekrönten) roten Drachen. Auf dem Helm mit rot-silbernen Decken der Drache. (In Stein gehauener Epitaphschmuck zu St. Johann bei Mayen (16. Jahrhundert) sowie Portalschmuck auf Schloss Bürresheim (17. Jahrhundert) zeigt den Drachen unbekrönt und auf dem Helm der Kopf mit einem (Hahnen-)Federbusch besteckt.)
Das um das Stammwappen der abgegangenen Riedt gemehrte freiherrliche Wappen ist geviert, 1 und 4 Stammwappen Breidbach, 2 und 3 Stammwappen Riedt. Zwei Helme mit jeweils rot-silbernen Decken, auf dem ersten der Drache (Breidbach), der zweite gekrönt, darüber ein offener Flug mit der Figur des Schildes (Riedt).

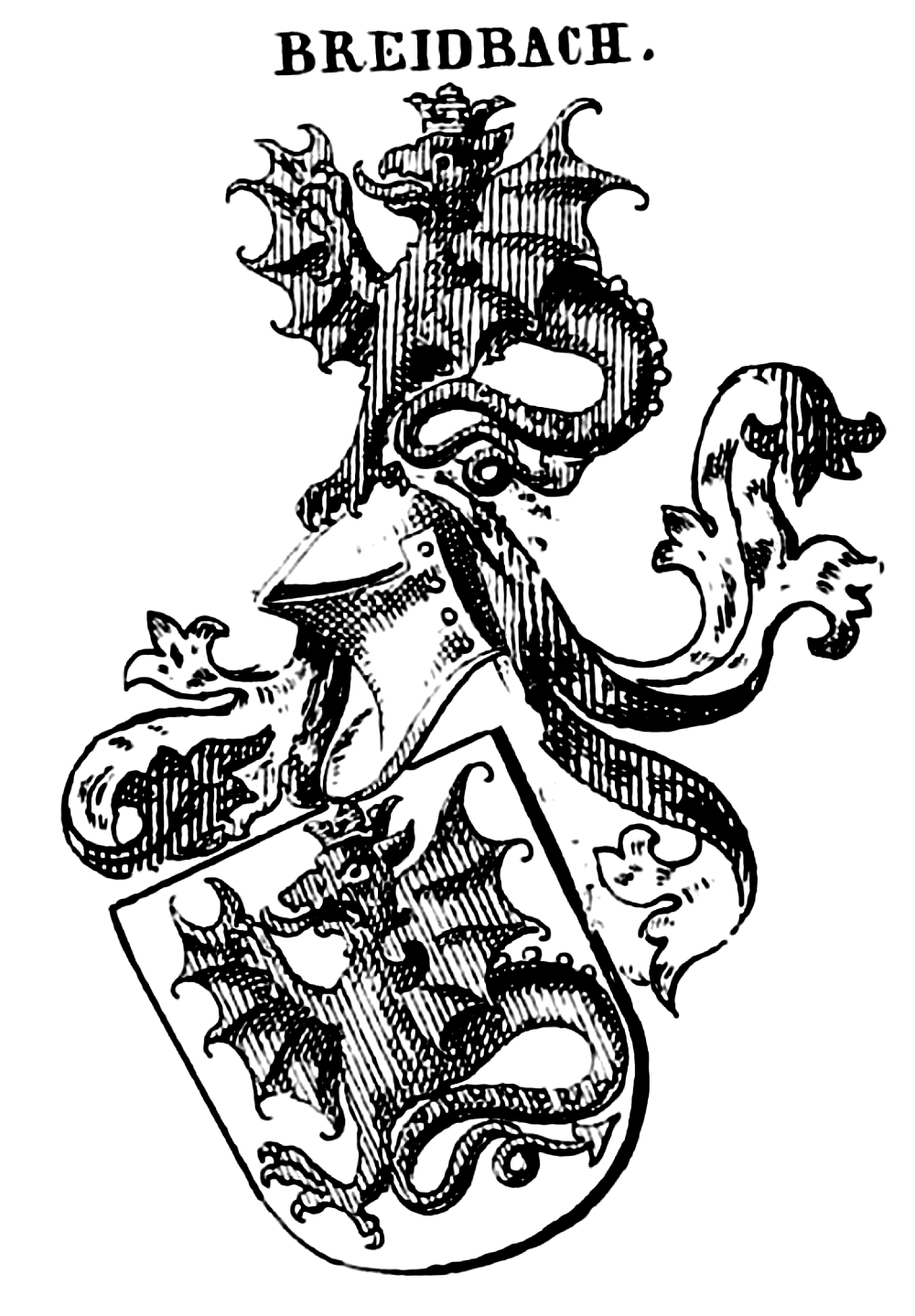
Stammwappen der Herren von Breidbach
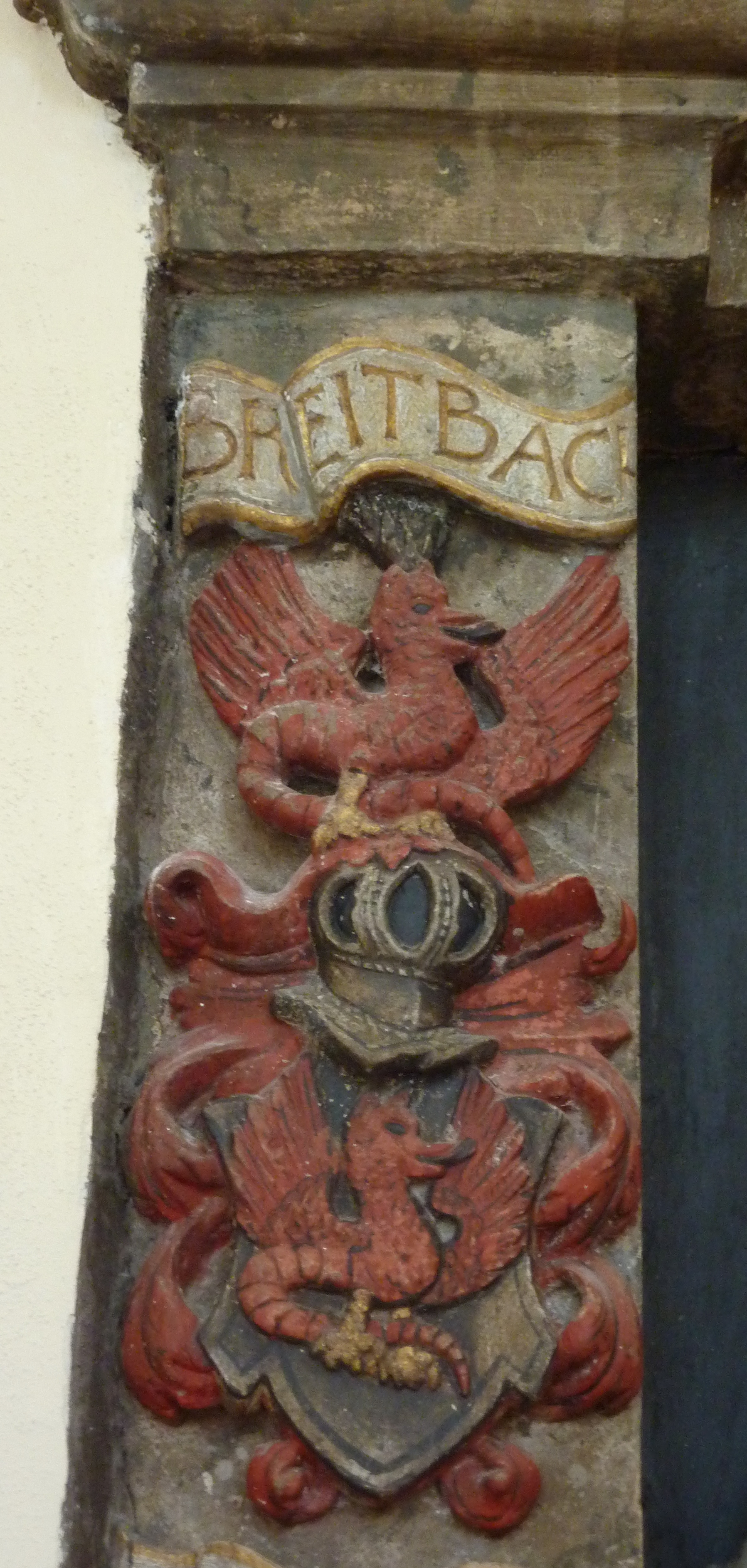
Breidbach-Wappen an einem Epitaph 1588
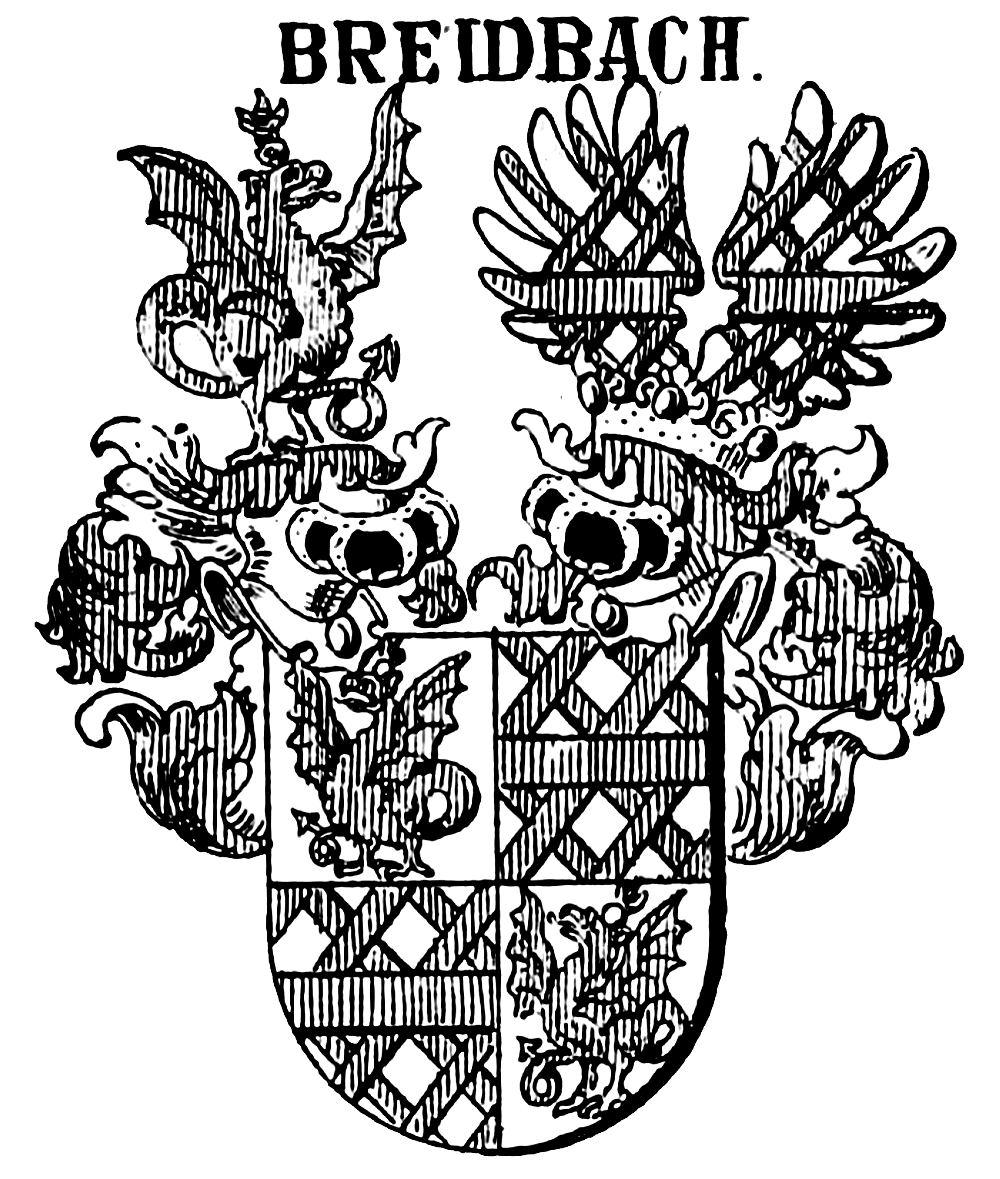
Wappen der Freiherrn von Breidbach zu Bürresheim gen. vom Riedt
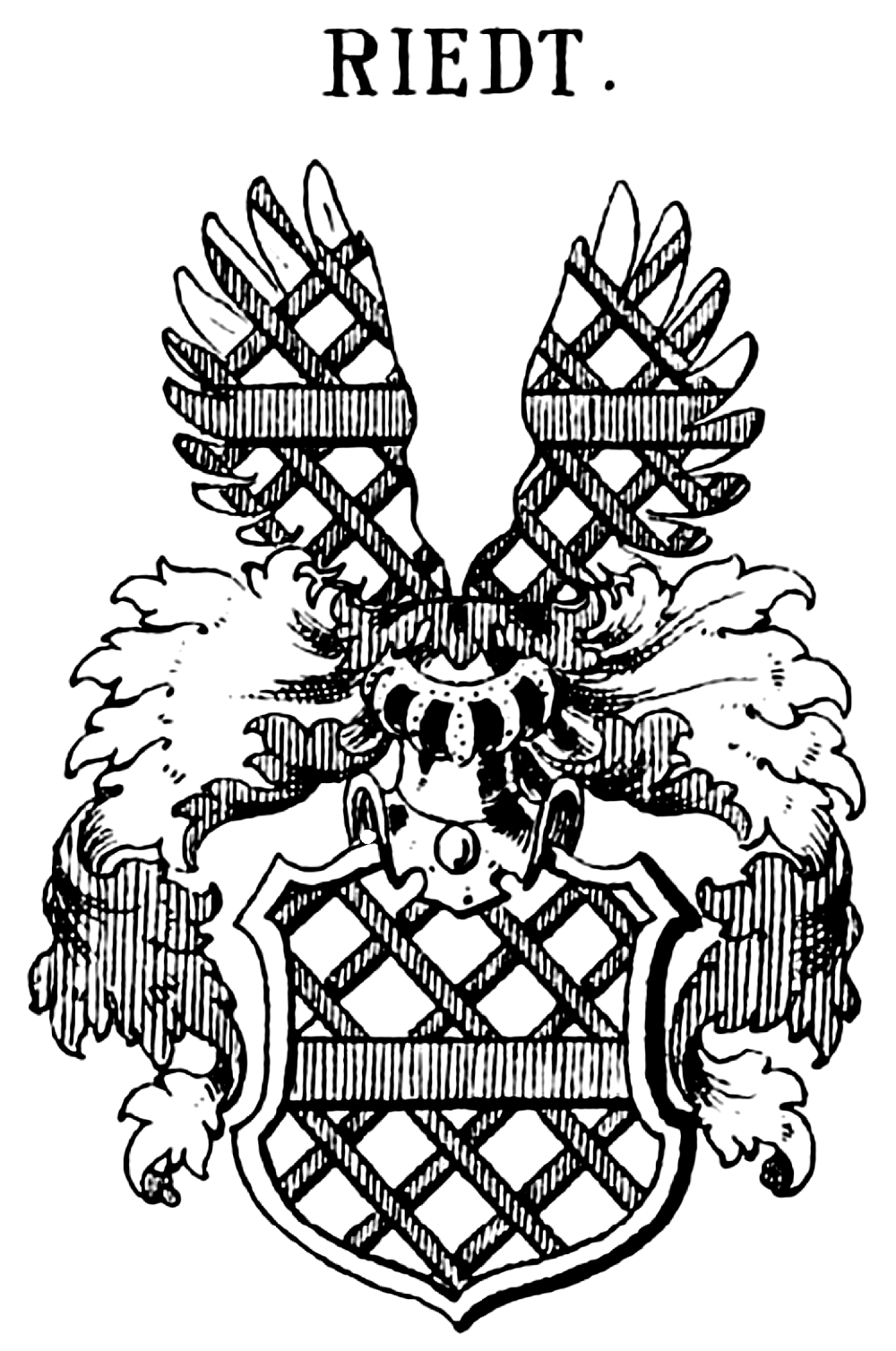
Wappen der Herren vom Riedt
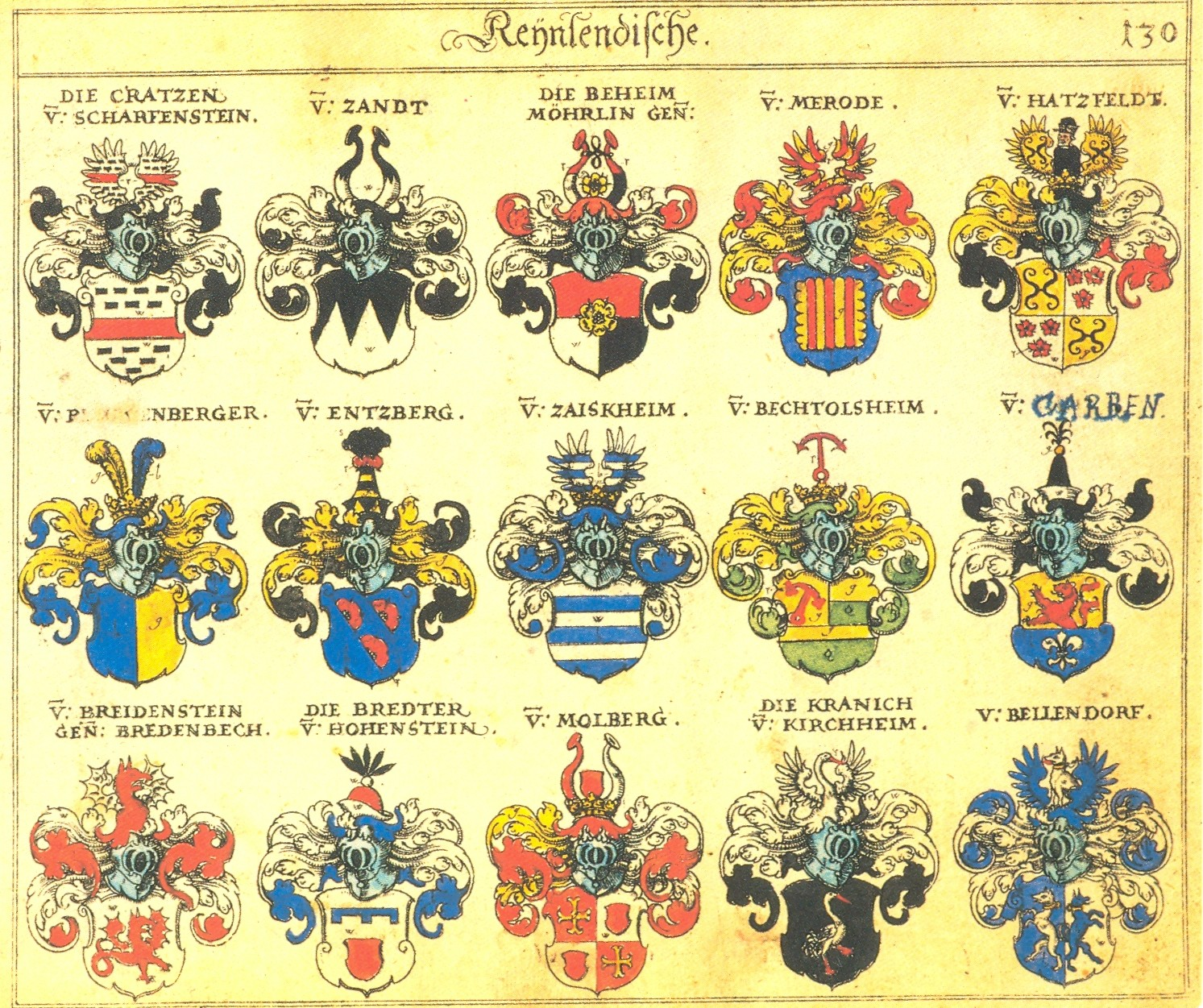
Stammwappen in Siebmachers Wappenbuch 1605
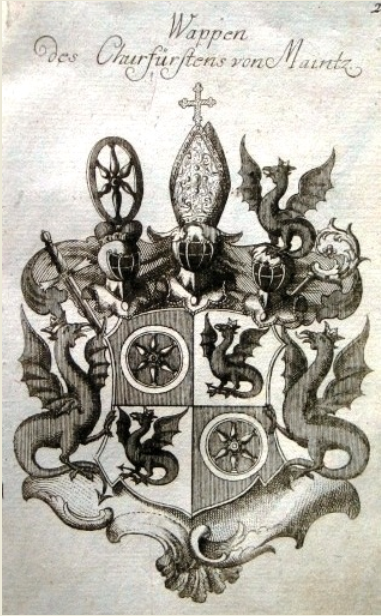
Wappen des Mainzer Kurfürsten und Erzbischofs Emmerich Josef von Breidbach zu Bürresheim (1707–1774)
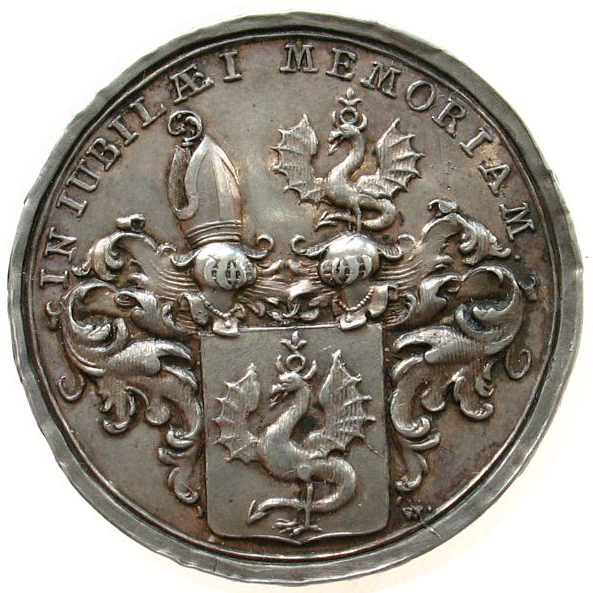
Wappen des Fuldaer Weihbischofs Lothar von Breidbach (1724–1794)
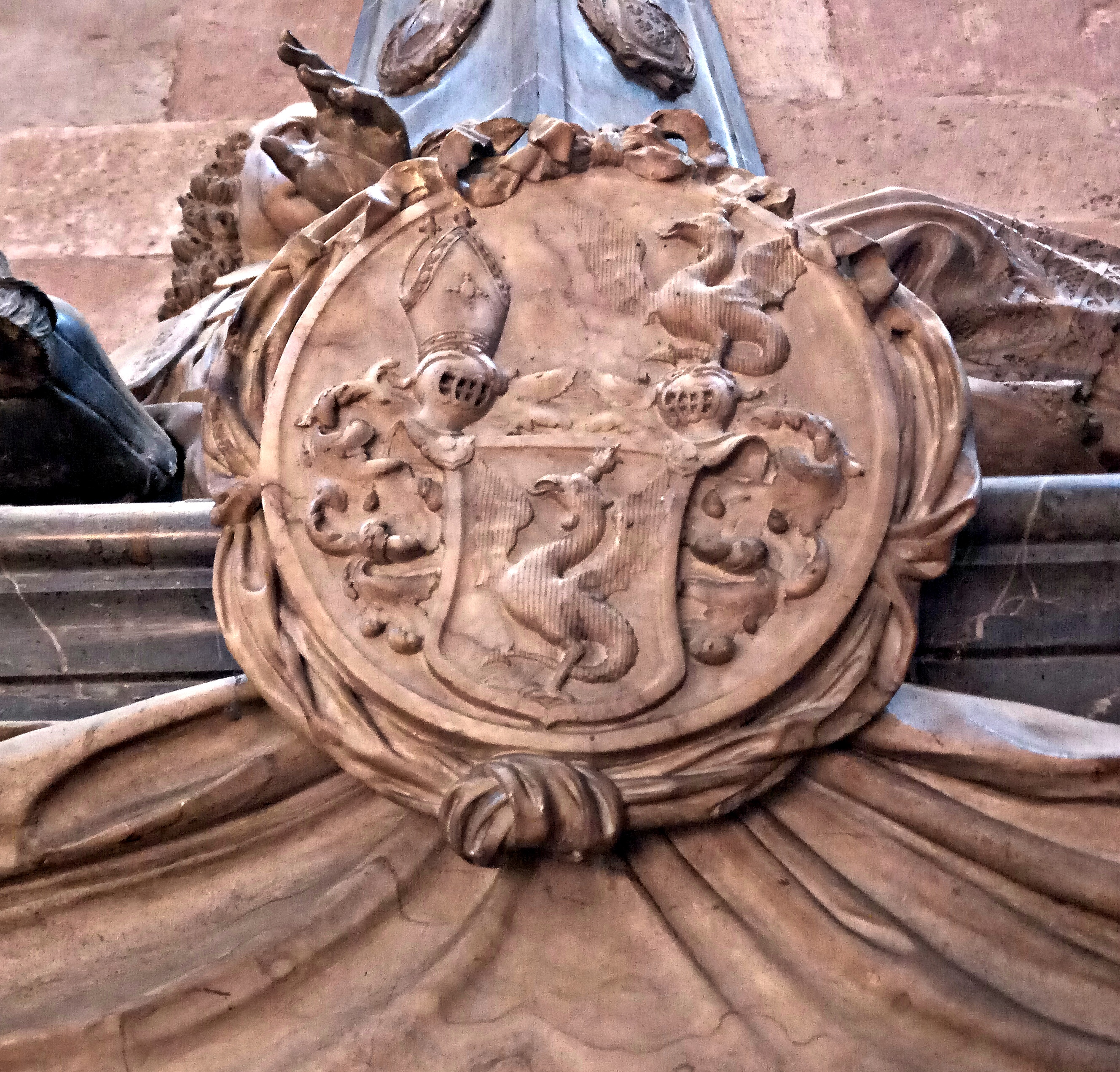
Wappenschild Mainzer Dom